# Achouackh Abakar Souleymane
Achouackh Abakar Souleymane, née le 2 décembre 1981 à N'Djamena, est une actrice tchadienne.

## Formation
Achouackh Abakar Souleymane nait le 02 décembre 1981 à N'Djamèna. Elle est diplômée en journalisme et en gestion d’entreprise, elle a cumulé des emplois et suivi des formations aux Etats-Unis, au Ghana et au Burkina Faso avant d'ouvrir une boutique de bijoux et d'ouvrir un restaurant à Paris et de revenir au Tchad où elle a eu plusieurs expériences dans l'administration et l'hôtellerie.

## Carrière
Elle a commencé sa carrière au cinéma en 2013 avec le film Grisgris du réalisateur tchadien Mahamat Saleh Haroun, où elle interprète le rôle de l'amie à Mimi, la prostitué et petite amie de Souleyman alias GrisGris.
En 2021, elle a interprété le rôle de Amina, une femme qui élève sa fille né hors mariage seule dans le film Lingui, les liens sacrés de Mahamat Saleh Haroun, qui a fait partie officielle de la sélection de la 74ème édition du Festival de Cannes en 2021,. Parallèlement à son rôle d'actrice, elle  a aussi travaillé en tant que réalisatrice, productrice et présentatrice pour la télévision nationale tchadienne et la chaine privée Electron TV.
En 2023, elle a été décorée Chevalière des Arts et Lettres par l'ambassadeur de France au Tchad. Elle est la promotrice du forum Cola des échanges Culturels et Artistique Tchad-Cameroun.

## Filmographie
- 2013: Grisgris de Mahamat Saleh Haroun
- 2021: Lingui, les liens sacrés de Mahamat Saleh Haroun

## Distinctions
- 2023 : Chevalière des Arts et Lettres